# Stangeneis

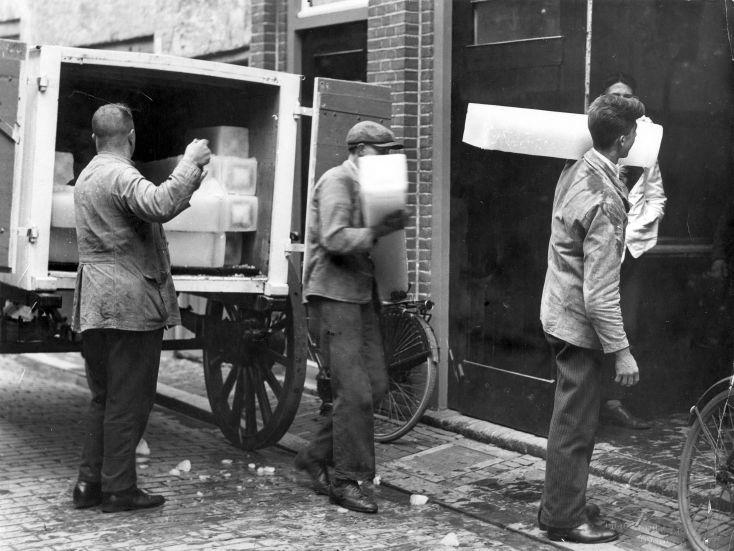
Lieferung von Stangeneis (Niederlande, 1930er Jahre)

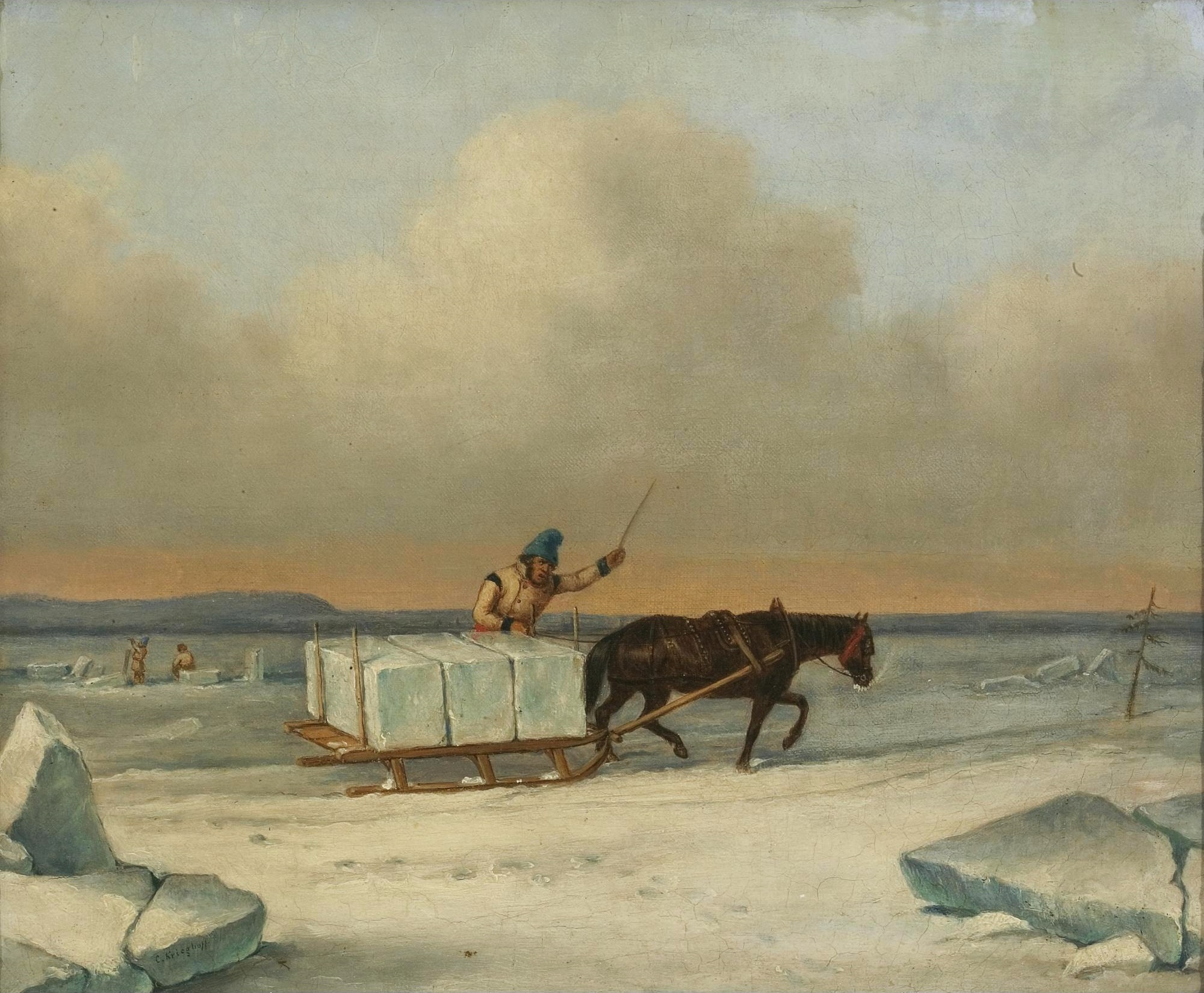
Eisschneider auf dem Sankt-Lorenz-Strom bei Longueuil auf einem Gemälde von Cornelius Krieghoff (1860)

Stangeneis (auch Blockeis oder Roheis) bezeichnet nicht zum Verzehr gedachtes Wassereis. Blockeis kann in einer Eisfabrik hergestellt werden oder aus einem Eiswerk direkt von zugefrorenen Gewässern stammen (Natureis). Bei der Eisernte wurden ab einer Eisdicke von zehn Zentimetern größere Blöcke ausgesägt, die dann in leicht zu transportierende Stücke zerteilt wurden. Diese wurden nach eventueller Lagerung in einem Eiskeller oder Eishaus von einem Eismann zum Verwender befördert. Die typische Temperatur dieses Eises reichte von −20 °C bis −1 °C, um der Kühlung von Lebensmitteln und Getränken zu genügen. Stangeneis aus Eisfabriken wurde bzw. wird in verschiedenen Größen hergestellt. Im Haushalt wurde das Eis oft in einem Eisschrank, dem Vorläufer des Kühlschranks, eingesetzt.
Die technische Entwicklung von gas- und strombetriebenen Kühlaggregaten verdrängte diese Art der Kältetechnik weitestgehend. Zunächst wurde noch künstlich hergestelltes Stangeneis an die Verbraucher ausgeliefert, bis elektrisch betriebene Kühlschränke auch in den Haushalten Einzug gehalten hatten. Heute wird Stangeneis meist nur noch aus dekorativen Gründen verwendet.